# Chorolský rajón
Chorolský rajón (ukrajinsky Хорольський район) byl rajón v Poltavské oblasti na Ukrajině. Hlavním městem byl Chorol a rajón měl přibližně 33 tisíc obyvatel. 

## Sídla v rajónu
- Chorol